# Galeruca
Galeruca Geoffroy, 1762 è un genere di coleotteri della famiglia dei Crisomelidi.

## Tassonomia
Il genere comprende le seguenti specie, divise in cinque sottogeneri:

- Sottogenere Emarhopa Weise, 1886
  - Galeruca rufa
- Sottogenere Galerima Reitter, 1903
  - Galeruca canigouensis
  - Galeruca miegi
  - Galeruca monticola
  - Galeruca villiersi
- Sottogenere Galerotoma Reitter, 1903
  - Galeruca haagi
- Sottogenere Galeruca Geoffroy, 1762
  - Galeruca abbreviata
  - Galeruca angelae
  - Galeruca angusta
  - Galeruca artemisiae
  - Galeruca baetica
  - Galeruca corsica
  - Galeruca cretica
  - Galeruca dahlii
  - Galeruca daurica
  - Galeruca hunyadensis
  - Galeruca ida
  - Galeruca interrupta
  - Galeruca jucunda
  - Galeruca laticollis
  - Galeruca littoralis
  - Galeruca lobata
  - Galeruca luctuosa
  - Galeruca macchoi
  - Galeruca nebrodensis
  - Galeruca obscura
  - Galeruca pomonae
  - Galeruca reichei
  - Galeruca rudis
  - Galeruca rugosa
  - Galeruca sardoa
  - Galeruca sicana
  - Galeruca spectabilis
  - Galeruca tanaceti
- Sottogenere Haptoscelis Weise, 1886
  - Galeruca melanocephala